# Воттерстаун (Вісконсин)
Воттерстаун (англ. Watterstown) — місто (англ. town) в США, в окрузі Грант штату Вісконсин. Населення — 372 особи (2020).

## Демографія
Згідно з переписом 2010 року, у місті мешкало 330 осіб у 133 домогосподарствах у складі 93 родин. Було 193 помешкання
Расовий склад населення:
| - 99,4 % — білих - 0,3 % — азіатів |

До двох чи більше рас належало 0,3 %. Частка іспаномовних становила 0,0 % від усіх жителів.
За віковим діапазоном населення розподілялося таким чином: 22,7 % — особи молодші 18 років, 63,1 % — особи у віці 18—64 років, 14,2 % — особи у віці 65 років та старші. Медіана віку мешканця становила 45,8 року. На 100 осіб жіночої статі у місті припадало 121,5 чоловіків;  на 100 жінок у віці від 18 років та старших — 119,8 чоловіків також старших 18 років.
Середній дохід на одне домашнє господарство  становив 73 977 доларів США (медіана — 60 000), а середній дохід на одну сім'ю — 86 974 долари (медіана — 71 458). Медіана доходів становила 47 500 доларів для чоловіків та 33 333 долари для жінок. За межею бідності перебувало 5,5 % осіб, у тому числі 2,4 % дітей у віці до 18 років та 8,3 % осіб у віці 65 років та старших.
Цивільне працевлаштоване населення становило 158 осіб. Основні галузі зайнятості: освіта, охорона здоров'я та соціальна допомога — 22,8 %, виробництво — 18,4 %, науковці, спеціалісти, менеджери — 10,1 %, сільське господарство, лісництво, риболовля — 9,5 %.